# Триртутьгадолиний
Триртутьгадоли́ний — бинарное неорганическое соединение, интерметаллид
гадолиния и ртути
с формулой GdHg3,
кристаллы.

## Получение
- Сплавление стехиометрических количеств чистых веществ в инертной атмосфере:

{\displaystyle {\mathsf {Gd+3Hg\ {\xrightarrow {300^{o}C}}\ GdHg_{3}}}}

## Физические свойства
Триртутьгадолиний образует кристаллы гексагональной сингонии, пространственная группа P 63/mmc, параметры ячейки a = 0,6591 нм, c = 0,4889 нм, Z = 2,
структура типа кадмийтримагния CdMg3
.
Соединение образуется по перитектической реакции при температуре 300 °C.